# Camallanus oxycephallus
Camallanus oxycephallus är en rundmaskart. Camallanus oxycephallus ingår i släktet Camallanus och familjen Camallanidae. Inga underarter finns listade i Catalogue of Life.